# Słodka zemsta (film 2009)
 Słodka zemsta – amerykański film komediowy z 2009 roku.

## Obsada[1]
- Meg Ryan - Louise
- Timothy Hutton - Ian
- Kristen Bell - Sara
- Justin Long - Todd